# Nobuyuki Shiina
Nobuyuki Shiina (椎名 伸志 Shiina Nobuyuki?, nacido el 15 de octubre de 1991 en Sapporo, Hokkaido) es un futbolista japonés que se desempeña como centrocampista.

## Trayectoria

### Clubes
| Club                | País  | Año         |
| ------------------- | ----- | ----------- |
| Matsumoto Yamaga FC | Japón | 2014 - 2015 |
| Kataller Toyama     | Japón | 2015 -      |

## Estadística de carrera

### J. League
| Club                | Año   | J. League | J. League | Copa J. League | Copa J. League | Total | Total |
| Club                | Año   | Part.     | Goles     | Part.          | Goles          | Part. | Goles |
| ------------------- | ----- | --------- | --------- | -------------- | -------------- | ----- | ----- |
| Matsumoto Yamaga FC | 2014  | 19        | 0         | -              | -              | 19    | 0     |
| Matsumoto Yamaga FC | 2015  | 0         | 0         | 4              | 0              | 4     | 0     |
| Kataller Toyama     | 2015  | 4         | 0         | -              | -              | 4     | 0     |
| Kataller Toyama     | 2016  | 5         | 0         | -              | -              | 5     | 0     |
| Kataller Toyama     | 2017  | 26        | 2         | -              | -              | 26    | 2     |
| Total               | Total | 54        | 2         | 4              | 0              | 58    | 2     |